# キスロヴォツク
キスロヴォツク（ロシア語: Кислово́дск, ラテン文字転写: Kislovodsk; カバルド語: Нартсанэ; カラチャイ・バルカル語: Ачысуу）は、ロシア連邦、スタヴロポリ地方の都市。人口は12万7521人（2021年）。
一帯には鉱泉が多く、キスロヴォツク（「酸味のある水」の意）という名はそれに因んだものである。温泉を利用した療養施設も多い。年間数千人が訪れる保養地として知られていたが、1994年から1996年にかけての第一次チェチェン紛争の後、訪問者は減少した。
アルチュール・アダモフ、アレクサンドル・ソルジェニーツィンの生地である。

## 姉妹都市
- エクス＝レ＝バン, フランス
- バギオ, フィリピン
- バトゥミ, ジョージア
- Kiryat Yam, イスラエル
- ナズラン, ロシア
- ヴェリングラト, ブルガリア